# John Glascock
John Glascock (2 mai 1951 - 17 noiembrie 1979) a fost basistul trupei rock Jethro Tull din decembrie 1975 până în august 1979. A murit în 1979, la vârsta de 28 de ani ca urmare a unor probleme cardiace.